# Ровный (Саратовская область)
Ровный —поселок в Новоузенском районе Саратовской области в составе сельского поселения Куриловское муниципальное образование. 

## География
Находится на расстоянии примерно 45 километров по прямой на север-северо-запад от районного центра города Новоузенск.

## История
Официальная дата основания 1900 год.

## Население
Постоянное население составило 16 человек (56% казахи, 38% русские) в 2002 году, 9 в 2010.